# 三统河
三统河，全长133公里，位於中國吉林省，发源于柳河县和平乡，属黑龙江流域河流之松花江水系，沿河設有多間食物加工廠及酒莊，經過處理的污水會排放到河中。